# Eduardo Peralta
Eduardo Peralta Cabrera (23 de diciembre de 1958, Santiago) es un trovador, payador (improvisador de coplas y décimas), musicalizador y traductor chileno de Brassens y otros compositores francófonos (Brel, Leclerc, Ferré, Moustaki, Lapointe, etc.) 

## Biografía
Estudió en el Colegio Notre Dame de Santiago y después, en 1977, ingresó a periodismo en la Universidad Católica. Comenzó su carrera musical al año siguiente, como parte de la generación del Canto Nuevo, una alternativa a la alienación comunicacional de la dictadura, destacando por su talento para tocar la guitarra, y sus letras mordaces y poéticas.
En 1979 abandonó la universidad y partió a Europa, donde asistió como invitado al Festival de Poesía de Róterdam, al de la Canción de Berlín, la Casa de los Jóvenes en Ginebra y la de la Cultura de Bobigny (París), donde cantó con Osvaldo Gitano Rodríguez. Allí conoció la música de Georges Brassens, lo cual marcaría su futuro.
Regresó a Chile en 1980 y tres años más tarde sacó su premir disco. Se dedicó a payar, es decir, improvisar poesías musicalizadas, junto a su amigo Pedro Yáñez protagonizando un recordado programa de radio. Al cumplir 30 años de trova, los celebra cantando con numerosos amigos, haciendo dúos en incontables escenarios, a lo largo de Chile, y también en EE. UU., junto a Cecilia Echenique, con quien en mayo se presentó en Washington (en la OEA y el BID) y en Nueva York. 
Desde 1999 organiza los Lunes Brassensianos en el Mesón Nerudiano, un café-concert al estilo Rive Gauche de los 50, donde ha convocado a más de 180 artistas (60 extranjeros y 120 chilenos) para rendir tributo a la canción poética iberoamericana y a los autores francófonos de excelencia.
En 2004, recibió dos de las distinciones culturales francesas más importantes: la medalla de Caballero de las Artes y las Letras y el Grand Prix SACEM.

## Libros
- Cantología,  EDITORIAL PLATERO

1993, canciones (principalmente traducciones de Brassens) y alguna transcripciones de payas realizadas en la radio con Pedro Yáñez
- 100 canciones, Editorial Genus, 2007

## Discografía

### Discos originales
- Eduardo Peralta (1983 - Alerce)
- Volumen dos (1986 - Alerce)
- Eduardo Peralta canta a Brassens (1989 - Alerce)
- Trova libre (1999 - Fondart)
- 21 años, 21 canciones (2001 - Edición independiente)
- XXI poetas chilenos (2009 - Edición independiente)
- El país de los niños (2009 - Autoedición)
- Soy un corazôn abierto (2013 - Leutûn)
- Encanto de las LLuvias, poetas del siglo XIX (2014 - Maparecords)

### Otras ediciones
(EP, antologías de éxitos, grabaciones en vivo, DVD, reediciones)
- Grandes canciones (198? - Alerce)
- Hoy como ayer (2000 - Edición independiente)

### Participaciones
(Compilados de varios artistas)
- Canto Nuevo. Vol. 2 (1980 - Alerce)
- Antología del Canto Nuevo (1994 - Alerce)
- Canto Nuevo, antología volumen 2 (1995 - Alerce)
- Música de este lado del sur, vol 2 (1995 - Sello Azul)
- Café del Cerro (2001 - Alerce)
- Canto de todos en Chile (2002 - Edición independiente)
- Encuentro Internacional de Payadores (2003 - Alerce)
- Payas por Vïctor Jara (2003 - Fondart)
- Música de este lado del sur, vol 6: Neruda en la memoria (2007 - Sello Azul)
- Relieves de luz (2008 - Edición independiente)
- Almácigo. Musicalización de los poemas inéditos de Gabriela (2008 - Chile Profundo)
- Aprender es compartir (2009 - Edición independiente)